# Egeo (incrociatore ausiliario)
L'Egeo è stato un incrociatore ausiliario della Regia Marina, già motonave passeggeri italiana.

## Storia

### Il servizio come nave mercantile
Costruita tra il 1925 ed il 1927 nello Stabilimento Tecnico Triestino insieme alle gemelle Rodi, Egitto e Città di Bari, l'Egeo era originariamente una motonave passeggeri da 3311 (per altre fonti 3220) tonnellate di stazza lorda e 1882 tonnellate di stazza netta. Cinque stive della capienza di 4153 metri cubi permettevano una portata lorda di 2450 tonnellate, mentre nelle cabine potevano trovare posto in tutto 83 passeggeri. Un motore Diesel B & W, della potenza di 1950 HP, consumando 9,3 tonnellate di carburante al giorno, azionava una singola elica, consentendo una velocità di 12,5 (per altre fonti 15) nodi.
Iscritta con matricola 300 al Compartimento marittimo di Venezia, la nave apparteneva inizialmente alla Puglia Società anonima di navigazione a vapore (con sede a Bari), che il 4 aprile 1932 confluì, insieme ad alcune altre compagnie di navigazione adriatiche, nella Compagnia Adriatica di Navigazione, con sede a Venezia. La società avrebbe poi definitivamente cambiato nome, il 1º gennaio 1937, in Adriatica Società Anonima di Navigazione.
Nei primi anni trenta si progettò di trasformare, in caso di guerra, Egeo, Egitto e Città di Bari in portaerei di scorta, progetto che rimase comunque lettera morta.
Nel suo primo periodo di servizio l'Egeo venne utilizzata sulla linea numero 57 dall'Adriatico alla Siria, venendo poi trasferita, dopo il passaggio all'Adriatica, alla linea 54 Adriatico-Il Pireo-Turchia. Dal 12 dicembre 1937 al 17 marzo 1938 la motonave venne sottoposta a lavori di rimodernamento. Terminati i lavori, il 27 marzo 1938 la nave tornò in servizio, stavolta sulla linea 48, dal Mar Tirreno alla Grecia ed all'Egitto, servizio che proseguì sino all'8 giugno 1940.

### La seconda guerra mondiale

#### 1940
Come molte altre unità costruite per società statali, la nave era stata progettata per poter essere convertita, all'occorrenza, in incrociatore ausiliario. Essa rispondeva alle caratteristiche prescritte per tale impiego: tonnellaggio contenuto ma comunque sufficiente da consentire la navigazione d’altura senza problemi, velocità intorno ai 15 nodi e possibilità di essere impiegato in missioni veloci di trasporto.
Per questa ragione il 15 giugno 1940, cinque giorni dopo l'entrata dell'Italia nella seconda guerra mondiale, la motonave venne requisita a Pola dalla Regia Marina e subito iscritta nel ruolo del naviglio ausiliario dello Stato come incrociatore ausiliario, venendo armata con due cannoni da 102/45 mm e cinque mitragliere da 13,2 mm. Analoga sorte ebbero Egitto e Città di Bari, mentre la Rodi, sorpresa dalla dichiarazione di guerra a Malta, venne immediatamente catturata. Gli incrociatori ausiliari venivano solitamente impiegati in missioni di scorta a convogli di minore importanza sulle rotte meno insidiate (come quelle verso l'Albania), nonché di trasporto truppe e materiali, compiti cui venne infatti destinato l'Egeo. L'equipaggio venne militarizzato ed assunse il comando dell'unità il capitano di fregata Ugo Fiorelli.
Il 21 ottobre 1940, con la ricostituzione del Comando Superiore Traffico Albania (Maritrafalba, in precedenza già attivo dal 5 settembre al 12 ottobre 1940), l'Egeo venne messo a disposizione di tale Comando come riserva in caso dell'impossibilità di utilizzare uno o più degli altri incrociatori ausiliari assegnati a Maritrafalba per il servizio di scorta convogli da e per l'Albania.
Il 10 novembre, alle quattro del mattino, l'Egeo lasciò Bari alla volta di Brindisi, insieme all'anziana torpediniera Solferino, per scortarvi i piroscafi Sardegna, Titania e Tagliamento: il convoglio faceva parte di un gruppo di due, che trasportavano complessivamente 1178 militari, 6 veicoli, 1145 quadrupedi e 229 tonnellate di materiali. Giunte a Brindisi alle sette del mattino, l'Egeo e la Solferino ne ripartirono l'indomani alle 7:15 insieme ad un'altra vecchia torpediniera, la Nicola Fabrizi, per scortare a Valona, dove giunsero alle 17:45, il Sardegna e la motonave Città di Savona.
Il 13 novembre, alle due di notte, l'incrociatore ausiliario partì da Bari insieme alle torpediniere Antares e Monzambano, di scorta ad un convoglio composto dalla motonave Città di Marsala e dai piroscafi Italia, Firenze e Galilea, aventi a bordo 1662 militari e 48 quadrupedi. Il convoglio giunse a Valona alle 16:20. Tornato in Italia, l'Egeo ripartì alle 23:30 del 15 novembre, insieme alle torpediniere Andromeda e Confienza, scortando a Durazzo, dove giunsero alle tre del pomeriggio successivo, le motonavi Verdi e Puccini, con 1347 uomini di truppa, cinque quadrupedi e 69,5 tonnellate di materiali.
Il 2 dicembre 1940 l'Egeo salpò da Brindisi alle 22:40, scortando gli incrociatori ausiliari (impiegati come trasporti) Città di Genova ed Arborea, carichi di 1561 uomini ed 81 tonnellate di rifornimenti: le navi giunsero a Durazzo alle 8:30 del 3 dicembre. La nave lasciò Durazzo all'1:20 del 4 dicembre, scortando Città di Genova ed Arborea che rientravano vuoti, giungendo a Bari alle 15:30.
Alle sette di sera del 6 dicembre l'unità, insieme all'anziana torpediniera Generale Antonio Cantore, prese il mare da Bari di scorta al grosso piroscafo Piemonte, avente a bordo 3020 militari, 158 quadrupedi e 319 tonnellate di rifornimenti, giungendo a Valona alle otto del mattino seguente. L'Egeo tornò poi in Puglia. Il 9 dicembre, alle 23:30, l'incrociatore ausiliario salpò da Bari di scorta al trasporto truppe Sardegna, avente a bordo 2151 uomini, quattro autoveicoli e 219 tonnellate di rifornimenti. Le due navi giunsero a Brindisi alle 5:10 del giorno seguente, trattenendovisi per un quarto d'ora; alle 5:25 il convoglio, cui si erano aggregati gli incrociatori ausiliari Città di Palermo e Città di Genova (impiegati come trasporti), aventi a bordo 1172 uomini e 715 tonnellate di materiali vari nonché provviste e munizioni, ripartì alla volta di Valona, dove giunse alle 12:10.
Alle 22 del 14 dicembre l'Egeo e l'Andromeda salparono da Bari scortando i piroscafi Firenze, Milano ed Aventino, che trasportavano il primo scaglione della Divisione Alpina «Cuneense», 3060 uomini, nonché 138 quadrupedi e 205 tonnellate di materiali. Il convoglio arrivò a Durazzo alle dieci del mattino del 15.

#### 1941
Alle 6:30 del 19 gennaio 1941 l'Egeo partì da Brindisi scortando le motonavi Città di Agrigento e Città di Trapani, con 1169 militari e 133 tonnellate di materiali: il convoglio giunse a Durazzo alle 16 dello stesso giorno. Il 24 gennaio l'incrociatore ausiliario, unitamente alla torpediniera Castelfidardo, salpò da Bari a mezzanotte e mezza, di scorta al piroscafo Quirinale ed alle motonavi Città di Savona e Puccini, aventi a bordo 1911 uomini e 765 tonnellate di rifornimenti. Le navi arrivarono a Durazzo alle 14 di quel giorno.
Il 25 gennaio, alle 20, l'unità partì da Bari insieme alla torpediniera Aretusa, scortando a Valona, dove giunsero alle nove di mattina del 26, i piroscafi Diana ed Aventino e le motonavi Città di Bastia e Città di Marsala, con 1720 militari, 384 quadrupedi e 133 tonnellate di materiali. Due giorni dopo, alle 7:15 del 27, l'Egeo partì da Brindisi insieme all'anziana torpediniera Calatafimi, per scortare a Valona i piroscafi Piemonte e Galilea e la motonave Piero Foscari, con il primo scaglione della Divisione Fanteria «Sforzesca» (4365 uomini, 14 automezzi, 550 tonnellate di materiali): il convoglio arrivò nel porto albanese alle tre del pomeriggio.
Il 28 gennaio, alle undici di sera, l'Egeo e l'Aretusa salparono da Bari scortando la motonave Verdi ed i piroscafi Italia, Milano e Quirinale, con a bordo 3994 uomini, 119 quadrupedi e 263 tonnellate di rifornimenti, giungendo a Durazzo alle 10:30 del 29. Alle 23:45 del 31 gennaio l'incrociatore ausiliario, unitamente all'Andromeda, partì da Brindisi di scorta alle motonavi Città di Agrigento e Città di Trapani, cariche di 1333 uomini e 1085 quadrupedi, arrivando a Durazzo alle 9:45 del 1º febbraio.
Alle 12:15 del 4 febbraio l'Egeo e la torpediniera Generale Marcello Prestinari lasciarono Brindisi di scorta alla motonave Foscari ed al piroscafo Argentina, aventi a bordo 1654 uomini, quattro autoveicoli e 438 tonnellate di materiali, arrivando a Valona alle dieci del giorno successivo. Egeo e Prestinari ripartirono poi da Valona alle 10:30 del 6 febbraio, insieme all'incrociatore ausiliario Brindisi, per scortare a Brindisi i piroscafi Piemonte e Galilea, che rimpatriavano dei feriti, e la motonave Viminale, di ritorno vuota: il convoglio arrivò a Brindisi alle 18:30 dello stesso giorno.
Il 9 febbraio, alle 9:40, l'incrociatore ausiliario e la torpediniera Fabrizi partirono da Brindidi scortando i piroscafi Piemonte, Galilea e Santa Maria, con a bordo 4480 militari, dodici autoveicoli, 2711 tonnellate di provviste, 232 di munizioni e materiali vari. Il convoglio giunse a Valona alle 17 dello stesso giorno. Egeo e Fabrizi lasciarono Valona alle 14:10 del 10 febbraio, scortando in Italia il Galilea e la Città di Agrigento, che avevano imbarcato dei feriti leggeri, e la Foscari, che trasportava dei prigionieri. Le navi arrivarono a Brindisi alle 23:45.

Un'altra immagine dell'Egeo in servizio come nave mercantile.

Nelle prime ore del 12 febbraio l'Egeo lasciò Brindisi insieme alle motonavi Marin Sanudo e Verdi, per poi incontrarsi, nel punto X, al largo di Bari, con la torpediniera Castelfidardo ed i piroscafi Milano ed Aventino, salpati da Bari alle 3:30 di quella notte. Le navi si unirono in un solo convoglio, con un carico di 3086 militari, 203 quadrupedi, 101 veicoli e 648 tonnellate di rifornimenti, che giunse a Durazzo alle 14:30.
Il 13 febbraio, alle sette del mattino, la nave partì da Brindisi insieme alla Prestinari, scortando a Valona, dove arrivarono alle 19:30, Foscari e Città di Agrigento, con 1157 uomini e 386 tonnellate di materiali. Tornato a Brindisi, l'Egeo ne ripartì alle 7:30 del 16 febbraio, insieme all'Aretusa, per scortare a Valona i piroscafi Francesco Crispi ed Argentina, aventi a bordo 2107 militari, 14 automezzi e 130 tonnellate di rifornimenti: il convoglio giunse a Valona alle due del pomeriggio.
Alle 5:15 del 20 febbraio l'Egeo salpò da Brindisi insieme alla torpediniera Altair, scortando a Valona le motonavi Città di Marsala e Città di Trapani con 1197 militari e 130 tonnellate di materiali. Le navi arrivarono nel porto albanese alle 14:30.
Alle 00:30 del 24 aprile 1941, l'incrociatore ausiliario, durante la navigazione da Tripoli a Palermo (secondo altre fonti tra Bengasi e Tripoli), fu individuato, a meridione di Lampedusa e ad un'ottantina di miglia per 010° da Tripoli, dalla 14ª Flottiglia Cacciatorpediniere inglese (Jervis, autore dell'avvistamento, Janus, Jaguar, Juno), partita da Malta il giorno precedente per attaccare un convoglio italiano (motonavi Arcturus, Castellon, Giulia e Leverkusen, cacciatorpediniere Folgore, Turbine, Saetta e Strale e scorta indiretta di due incrociatori leggeri ed altrettanti cacciatorpediniere) in navigazione da Napoli a Tripoli. Dieci minuti più tardi una vedetta dell'Egeo avvistò le quattro unità britanniche a 1000-2000 metri, ma proprio in quel momento, alle 00:41, il Jervis – che, con gli altri cacciatorpediniere, dopo l'avvistamento, invece di attaccare immediatamente, aveva manovrato per portarsi in una posizione più favorevole – aprì il fuoco contro la nave. La nave italiana virò verso sud e tentò di reagire, ma nel successivo combattimento, durato una ventina di minuti, ebbe rapidamente la peggio: i primi colpi del Jervis esplosero sotto la plancia, le successive salve centrarono la stazione radio mettendola fuori uso, distrussero le tubature della nafta della sala macchine, mandarono in pezzi alcune scialuppe, misero fuori uso timone ed apparati di governo e provocarono numerosi morti e feriti tra l'equipaggio. Furono messe a mare le imbarcazioni rimaste integre e l'equipaggio superstite abbandonò l'unità, mentre il comandante Fiorelli volle restare a bordo della propria nave, e scomparve con essa, che, centrata da due siluri del Juno (per altre fonti fu il Janus a dare il colpo di grazia con i siluri, mentre il Juno aveva partecipato con i propri siluri allo scontro insieme al Jervis, che aveva fatto fuoco con le artiglierie), affondò con grande rapidità a 65 miglia da Tripoli. I cacciatorpediniere britannici, terminato lo scontro, si allontanarono rapidamente alla ricerca del convoglio che avevano per obiettivo, senza fermarsi a recuperare i naufraghi.
Solo una delle scialuppe, comandata dal tenente di vascello Guida, comandante in seconda, e con a bordo altri 35 uomini, dopo aver cercato infruttuosamente altri superstiti riuscì infine a raggiungere, dopo tre giorni e tre notti di navigazione a remi, l'isola di Lampedusa. Le altre zattere e scialuppe scomparvero in mare con i loro occupanti, disperse dalle correnti, mentre altre scialuppe, zatterini e salvagente, tutti purtroppo vuoti, vennero avvistati nei pressi del luogo dell'affondamento dell'Egeo alcuni giorni più tardi, da navi italiane di passaggio.
Complessivamente morirono o risultarono dispersi 84 uomini dell’Egeo, a fronte di 36 superstiti (3 ufficiali, 4 sottufficiali e 29 marinai). Alla memoria del comandante Ugo Fiorelli, il quale, nonostante fosse illeso, aveva rifiutato di lasciare la propria nave, fu conferita la Medaglia d'oro al valor militare.